# فرانک کولیسون
فرانک کولیسون (انگلیسی: Frank Collison؛ زادهٔ ۱۴ فوریهٔ ۱۹۵۰) یک هنرپیشه اهل ایالات متحده آمریکا است.
از فیلم‌ها یا برنامه‌های تلویزیونی که وی در آن نقش داشته است می‌توان به پزشک دهکده در نقش هورس، از ته دل وحشی ، همه ده یارد ، آخرین پسر پیش‌آهنگ اشاره کرد.